# Leo Ornstein

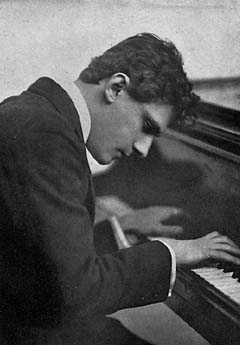
Leo Ornstein

Leo Ornstein (ursprünglich ukrainisch Lew Ornstein/ Лев Орнштейн, wiss. Transliteration Lev Ornštejn; * 11. Dezember 1892 in Krementschug; † 24. Februar 2002 in Green Bay, Wisconsin) war ein US-amerikanischer Pianist und Komponist ukrainische  Herkunft.
Ornsteins Geburtsjahr ist umstritten, es ist auch von den Jahren 1893 bis 1895 die Rede. Bei seinem Tod war er (vermutlich) 109 Jahre alt und gilt somit als langlebigster Komponist der Musikgeschichte.

## Leben
Ornstein studierte Klavier und Komposition am Sankt Petersburger Konservatorium unter Alexander Glasunow, war aber bereits 1906 gezwungen, mit seiner Familie vor den Pogromen zu fliehen und ging nach New York, wo er seine Studien am Vorläufer der Juilliard School fortsetzte. Bei der überstürzten Flucht vergaßen Ornsteins Eltern, alle persönlichen Papiere mitzunehmen, weshalb der Komponist selbst nie die Wahrheit über sein Geburtsdatum herausfand.
Seit 1911 begann er eine sehr beachtete Karriere als Pianist. Daneben komponierte er avantgardistische Klaviermusik, die ihn schnell zum Enfant terrible der damaligen Musikszene werden ließ. 1918 heiratete er die Pianistin Pauline Mallet-Prevost, eine ehemalige Mitstudentin an der Juilliard School. Nach dem Ersten Weltkrieg zog sich Ornstein von der Konzertbühne zurück und eröffnete Anfang der 1930er-Jahre die Ornstein School of Music, die er bis 1953 leitete. Danach arbeitete er, zunehmend aus der Öffentlichkeit zurückgezogen, als freier Komponist.
Leo Ornstein starb im Februar 2002 im Alter von 109 Jahren in Green Bay, Wisconsin.

## Kompositorischer Stil
Sein kompositorisches Schaffen umfasst vorrangig Klavierwerke, unter denen die fünf erhaltenen Sonaten besonders herausragen, daneben Kammermusik, einige Orchesterwerke, Bühnenmusik sowie ein Ballett.
Ab Mitte der 1920er-Jahre macht sich in Ornsteins kompositorischem Schaffen ein Stilwandel bemerkbar. Waren seine Frühwerke noch stark von grellen Dissonanzen geprägt, so greift er in späteren Kompositionen auch auf Mittel der Tonalität oder Polytonalität zurück, die er mit diesen kombiniert. Insgesamt lässt sich seine Musik dem Expressionismus zuordnen. Wenngleich das lyrische Element seiner Tonsprache nicht fremd ist, so ist Ornsteins Musik doch vorrangig von motorischer Energie bestimmt.
Ornstein hatte eine seltsame Arbeitsweise beim Komponieren. Meist improvisierte er ein Stück auf dem Klavier und arbeitete es anschließend im Kopf weiter aus. Die Notation überließ er seiner Frau Pauline, der er die Werke in die Feder diktierte. Ornstein konnte eine Komposition über sehr lange Zeit hinweg in seinem Kopf aufbewahren wie in einem Archiv. Mitunter wartete er mit der Niederschrift Jahrzehnte. Im Falle seiner ersten drei Klaviersonaten zu lange: Als er sie über 50 Jahre nach der „Komposition“ Pauline aufdiktieren wollte, hatte er sie vergessen.
Der Komponist war bis ins hohe Alter hinein aktiv. Sein letztes Werk, die achte Klaviersonate, schrieb er mit Ende 90.

## Werkverzeichnis (Auswahl)
- Acht Klaviersonaten
- Klavierkonzert
- Drei Streichquartette
- Klavierquintett
- Zwei Violinsonaten